# Júlio Frota
Júlio Anacleto Falcão da Frota (27 de outubro de 1836 — 5 de março de 1909) foi um militar e político brasileiro.
Era filho do Capitão de Mar e Guerra Antônio José Falcão da Frota e de Tomásia Vemos. Seu irmão o marechal Antônio Nicolau Falcão da Frota, foi ministro da guerra durante o governo do marechal Deodoro da Fonseca.
Júlio foi o segundo governador do estado do Rio Grande do Sul, após a Proclamação da República, designado pelo governo federal. Foi também senador da república da primeira legislatura republicana, entre 1890 e 1893, e depois em dois mandatos consecutivos, de 1895 a 1909, ano em que faleceu.
Como militar, chegou a patente de marechal. Foi do corpo de engenheiros e projetou o Fortim Junqueira de Corumbá, no rio Paraguai. Participou da Guerra do Prata e da Guerra do Paraguai.
Serviu no gabinete do marechal Osório e foi o primeiro oficial brasileiro a receber os bordados do generalato, depois da proclamação da República. Teve participação na vida política do Rio Grande do Sul, Reformou-se em 1906 como marechal. Júlio Anacleto Falcão da Frota assim como seu irmão o marechal Antônio Nicolau Falcão da Frota, eram de brilhante folha de serviços e numerosas condecorações. Júlio Falcão da Frota faleceu a 5 de março de 1909.